# Charles Bouvard (Mediziner)
Charles Bouvard (* 1572 in Montoire-sur-le-Loir; † 22. Oktober 1658 in Paris) war ein französischer Arzt.

## Leben und Wirken
Bouvard war Sohn eines Arztes. Er wurde früh zum Waisen. In Angers studierte er Philosophie und schließlich zwei Jahre lang Rechtswissenschaften. Danach ging er nach Paris, wo er, mit Schwerpunkten auf Anatomie und medizinischer Botanik, über sieben Jahre medizinische Studien betrieb.  Am 16. Dezember 1604 verteidigte er die These „An mulieri quam viro Venus aptior“, am 28. April und am 17. November 1604 zwei weitere Thesen mit den Titeln: „An declinante morbo sanitas“, sowie „An epilepsia post vigesimum-quintum annum sanabilis“. Am 20. Mai 1606 erhielt er seinen Doktortitel. 1625 wurde er zum Professor am College royale ernannt. Von 1627 bis 1643 war er „Oberster Arzt des Königs (Premier médecin du roi)“ und gleichzeitig „Oberaufseher des königlichen Gartens“.
Im Scherz, und um ihn lächerlich zu machen, schrieb Nicolas Amelot de La Houssaye (1634–1706) in seinen „Mémoiren“, dass Bouvard in der Zeit, als er Oberster Arzt des Königs war, dem König in einem Jahr 215 Arzneien, 212 Einläufe und 47 Aderlässe verordnet habe. Man könne demnach behaupten, dass der junge König damit „Medizinkurse in all ihren möglichen Formen durchlaufen habe.“

## Werke
- Historicae hodiernae medicinae rationalis veritatis ΛΟΓΟΣ ΠΡΟΤΡΕΠΤΙΚΟΣ . Ad rationales medicos. Ohne Ortsangabe, ohne Zeitangabe [1635 ?] (Digitalisat)